# Ascocentrum rubrum
Ascocentrum rubrum är en orkidéart som först beskrevs av John Lindley, och fick sitt nu gällande namn av Gunnar Seidenfaden. Ascocentrum rubrum ingår i släktet Ascocentrum och familjen orkidéer.
Artens utbredningsområde är Burma. Inga underarter finns listade i Catalogue of Life.